# Санта-Мария-ин-Траспонтина (титулярная церковь)
Титулярная церковь Санта-Мария-ин-Траспонтина — титулярная церковь была создана Папой Сикстом V 13 апреля 1587 года апостольской конституцией Religiosa. Титулярная церковь впервые получила кардинала-священника в 1589 году. Титул принадлежит церкви Санта-Мария-ин-Траспонтина, расположенной в районе Рима Борго, на виа делла Кончилиационе, недалеко от Ватикана.

## Список кардиналов-священников титулярной церкви Санта-Мария-ин-Траспонтина
- Хуан Уртадо де Мендоса (6 марта 1589 — 6 января 1592, до смерти);
- Франсиско де Толедо Эррера, S.J. (11 октября 1593 — 14 сентября 1596, до смерти);
- Лоренцо Приули (2 декабря 1596 — 21 января 1600, до смерти);
  - вакантно (1600—1604);
- Эрминио Валенти (25 июня 1604 — 22 agosto 1618, до смерти);
- Алессандро Людовизи (3 декабря 1618 — 9 февраля 1621 — избран Папой Григорием XV);
- Людовико Людовизи (17 марта 1621 — 7 июня 1623, назначен кардиналом-священником Сан-Лоренцо-ин-Дамазо);
  - вакантно (1623—1626);
- Федерико Корнер младший (22 июня 1626 — 15 ноября 1627, назначен кардиналом-священником Санта-Чечилия);
  - вакантно (1627—1634);
- Чезаре Монти (6 августа 1634 — 16 августа 1650, до смерти);
- Джакомо Корради (12 марта 1652 — 17 января 1666, до смерти);
- Джанниколо Конти (15 марта 1666 — 8 августа 1691, назначен кардиналом-епископом Сабины);
  - вакантно (1691—1696);
- Джузеппе Сакрипанте (2 января 1696 — 3 марта 1721, назначен кардиналом-священником Санта-Прасседе);
- Луис Антонио де Бельюга-и-Монкада, Orat. (16 июня 1721 — 20 февраля 1726, назначен кардиналом-священником Санта-Приска);
  - вакантно (1726—1728);
- Джузеппе Аккорамбони (15 ноября 1728 — 16 сентября 1740, назначен кардиналом-священником Санта-Мария-ин-Трастевере);
- Марчелло Крешенци (16 декабря 1743 — 24 августа 1768, до смерти);
  - вакантно (1768—1776);
- Гвидо Кальканьини (15 июля 1776 — 27 августа 1807, до смерти);
  - вакантно (1807—1816);
- Франческо Саверио Кастильони (29 апреля 1816 — 13 августа 1821, назначен кардиналом-епископом Фраскати — избран Папой Пием VIII)
  - вакантно (1821—1823);
- Анн-Луи-Анри де Ла Фар (24 ноября 1823 — 10 декабря 1829);
  - вакантно (1829—1835);
- Плачидо Мария Тадини, O.C.D. (24 июля 1835 — 22 ноября 1847, до смерти);
  - вакантно (1847—1850);
- Джузеппе Козенца (3 октября 1850 — 30 марта 1863, до смерти);
  - вакантно (1863—1866);
- Густав Адольф фон Гогенлоэ-Шиллингсфюрст (25 июня 1866 — 12 мая 1879, назначен кардиналом-епископом Альбано);
- Гаэтано Алимонда (22 сентября 1879 — 30 мая 1891, до смерти);
- Фулько Луиджи Руффо-Шилла (17 декабря 1891 — 29 мая 1895, до смерти);
- Камилло Маццелла, S.J. (22 июня 1896 — 19 апреля 1897, назначен кардиналом-епископом Палестрины);
- Хосе Мария Мартин де Эррера-и-де-ла-Иглесия (24 марта 1898 — 8 декабря 1922, до смерти);
- Джованни Баттиста Назалли Рокка Ди Корнелиано (25 мая 1923 — 13 марта 1952, до смерти);
- Джакомо Леркаро (15 января 1953 — 18 октября 1976, до смерти);
  - вакантно (1976—1979);
- Джеральд Эмметт Картер (30 июня 1979 — 6 апреля 2003, до смерти);
- Марк Уэлле, P.S.S., (21 октября 2003 — по настоящее время)[1].